# Glaciar Brunonia
El Glaciar Brunonia (en inglés: Brunonia Glacier) es un glaciar que fluye hacia el este a la dirección del Fiordo Atardecer, en la Bahía de las Islas, Islas Georgias del Sur. Fue trazada entre 1912 y 1913 por el ornitólogo y naturalista estadounidense Robert Cushman Murphy, quien visitó Georgia del Sur a bordo del bergantín de caza de focas Daisy de New Bedford (Massachusetts), al mando del capitán Benjamin D. Cleveland. Murphy nombró el glaciar por su alma mater de la Universidad Brown, siendo Brunonia una forma latinizada de su nombre.